# ميغيل فارغاس (عداء مسافات طويلة)
ميغيل فارغاس (بالإسبانية: Miguel Vargas)‏ هو عداء مسافات طويلة كوستاريكي، ولد في 8 نوفمبر 1957.

## وصلات خارجية
- ميغيل فارغاس على موقع أوليمبيديا (الإنجليزية)